# ارسطوگری

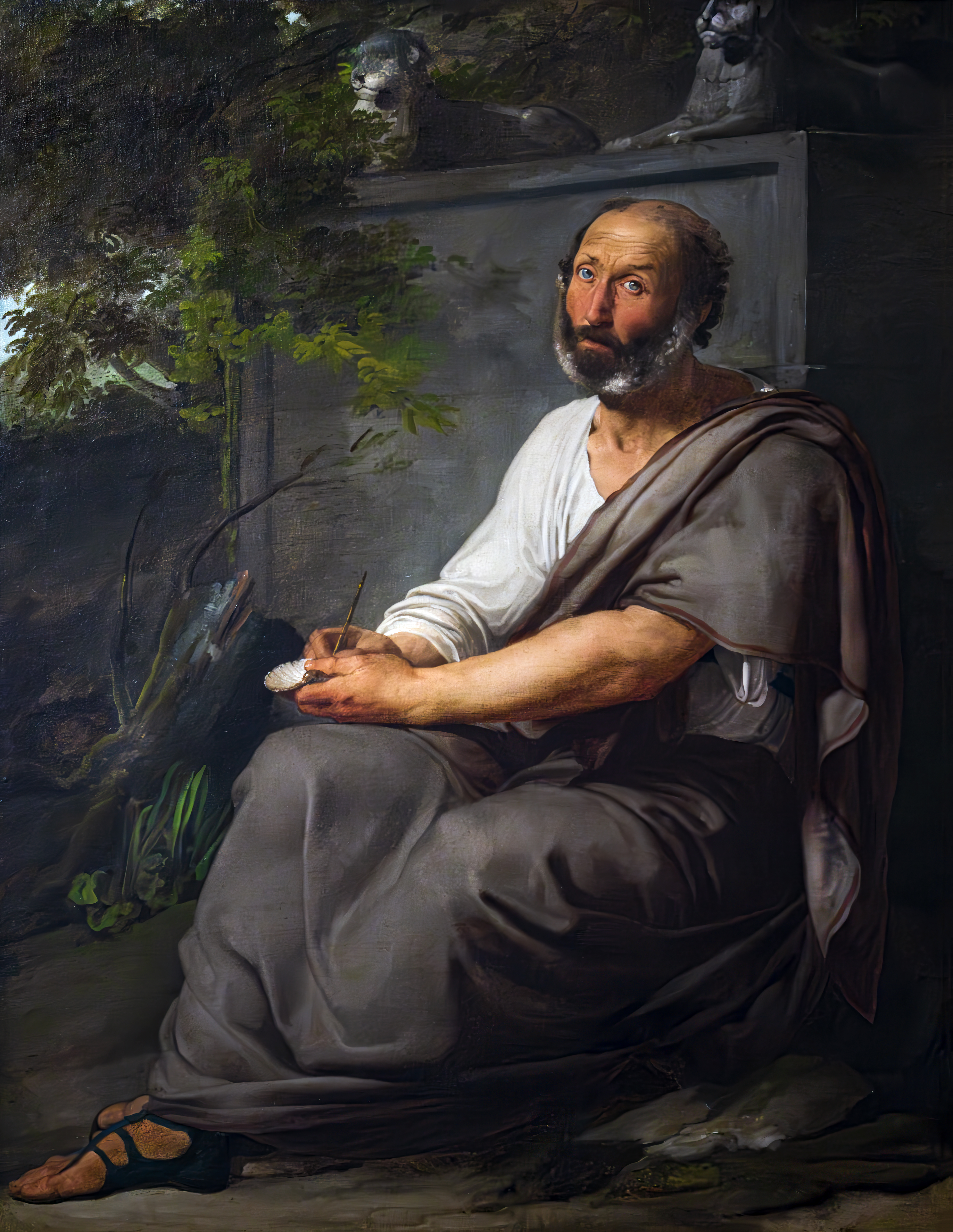
نقاشی ارسطو توسط فرانسسکو هایز

سیستم فلسفی ارسطو (به انگلیسی: Aristotelianism) به فلسفه ارسطو و فلاسفه پس از او که دنباله‌روی نظرات ارسطو بودند گفته می‌شود.
تفکر ارسطویی تأثیر بسیار زیادی بر تمدن انسانی گذاشته‌است: به عنوان مثال بسیاری از کلماتی که امروزه در حوزه زبانی از آنها استفاده می‌شود تحت تأثیر سیستم فلسفی ارسطو بوده‌است. مانند «مبتدا» و «خبر» در گرامر و منطق؛ «انرژی» (نیروی فعالی که در چیزی است) و «پتانسیل» (نیرویی که نهفته‌است و می‌تواند آزاد شود)، «کیفیت» و «کمیت»...